# Hell and Heaven Fest
El Hell and Heaven Fest es un festival de metal y rock realizado anualmente en México, que en 9 ediciones se ha posicionado como el festival de metal más grande de México y uno de los más importantes de Latinoamérica.

## Historia

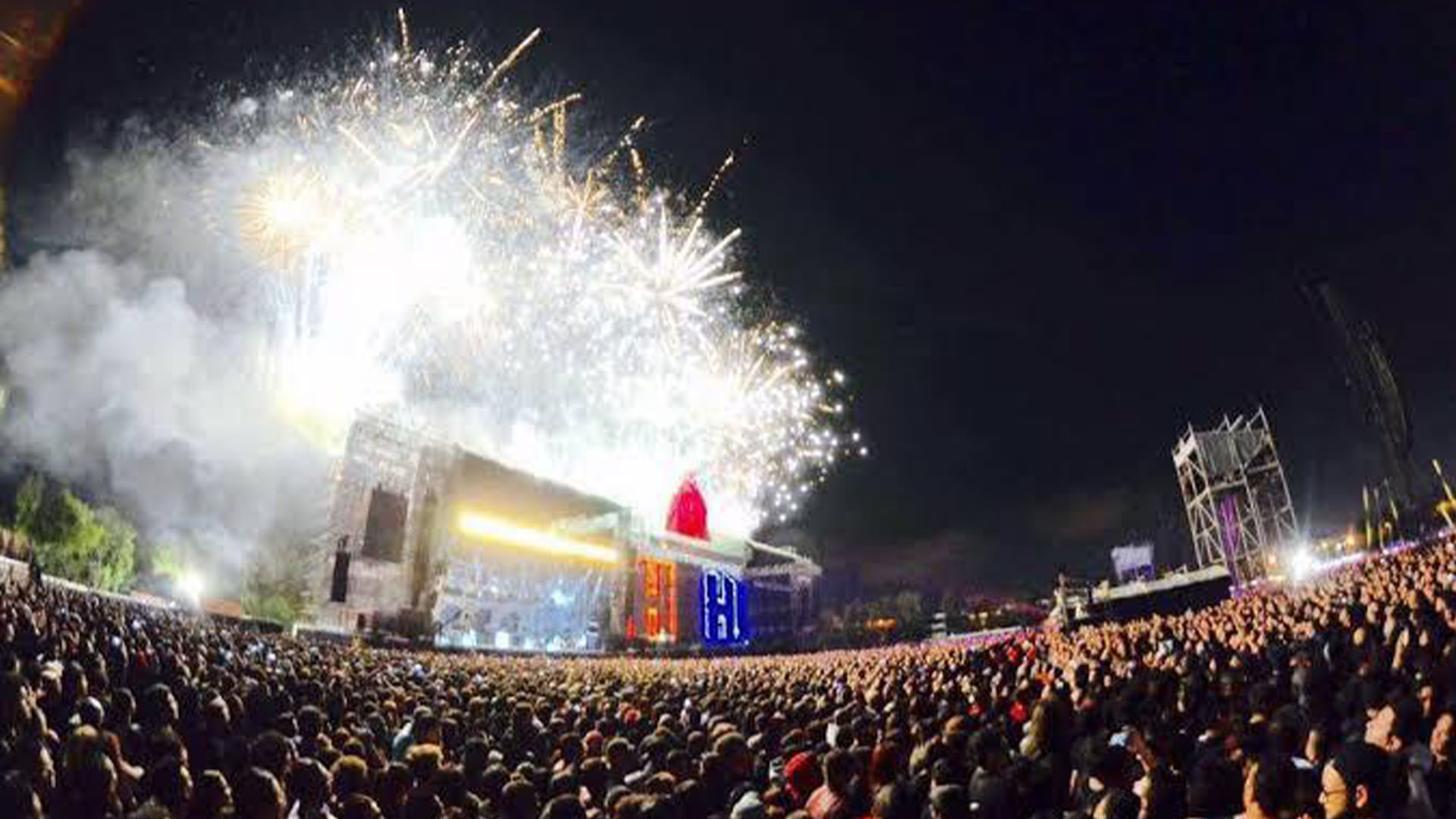
Hell & Heaven

El festival fue creado en el año 2010 por tres empresarios tapatíos que compartían su afición por la música metal. Juan Carlos Guerrero; vocalista de las bandas mexicanas de death metal, Hardware y Nightbreed, quien se dedicó a la curaduría del talento artístico del festival, relaciones públicas y su difusión; Javier Castañeda, bajista de la banda nacional de new metal; Skorcho, se avoco al financiamiento y patrocinios del evento; y Carlos Alcaraz, empresario metalero, se dedicó al montaje y producción.
La idea original era albergar un festival masivo de metal y rock pesado en todas sus vertientes, similar al Wacken Open Air de Alemania o al Hell Fest de Francia ambos en el continente europeo.
La primera edición de festival se realizó en el año 2010, teniendo como sede calle 2, en la ciudad mexicana de Guadalajara en el estado de Jalisco.

### Financiamiento y patrocinio
El Hell And Heaven Metal Fest, fue originalmente una inversión de las productoras de espectáculos INFINITY (propiedad de Guerrero) y CEIME (de Castañeda y Alcaraz) quienes apoyados por el patrocinador Grupo Modelo concibieron el primer festival en diciembre de 2010, ya que ambas productoras tenían fechas con los grupos Brujería y Therion, conciertos que inicialmente se presentarían por separado, pero que finalmente decidieron presentarlos juntos y crear un Festival con tres escenarios al aire libre en el recinto conocido como Calle Dos de Zapopan, Jalisco, al que invitaron un gran número de bandas nacionales para hacerlo más atractivo para la escena mexicana. El nombre de Hell And Heaven Metal Fest, surge debido a que los mismos empresarios habían presentado en ese recinto un par de años antes a la banda de los integrantes de Black Sabbath, con Ronnie James "Dio" en las vocales -Heaven And Hell-, y se quedaron impresionados por la sencillez y carisma del legendario cantante, por lo que decidieron titular el festival con el nombre de la banda invertido, Hell And Heaven Metal Fest, haciendo así homenaje al desaparecido cantante, quien falleció de cáncer unos meses antes de la primera edición del festival.
No fue sino hasta la edición 2014, que cambiaría esta estructura, tras presentarse problemas con el gobierno del Estado de México, presidido por Eruviel Ávila Villegas, quien denegaría el permiso a la realización del evento. Con lo cual, los organizadores se vieron obligados a postergarlo hasta septiembre.
El evento sería movido de la Feria del Caballo en Texcoco, Estado de México al Autódromo Hermanos Rodríguez en la Ciudad de México.
El patrocinio fue entonces llevado a cabo por la marca Corona, que pertenece al consorcio belga Modelo-Inbev, así como por la empresa estadounidense Ticketmaster, que sería operadora de los conciertos.

### Controversia, Reacciones y Caso Texcoco
Durante los preparativos de la edición 2014, el Comité Organizador y la compañía Super Boletos, enfrentaron el veto total del evento, debido al incumplimiento de los requerimientos en materia de seguridad, según Protección civil del Estado de México. Cosa que ocasionaría una pugna, pese a que la Presidenta Municipal de Texcoco, Delfina Goméz Alvárez junto con el cabildo municipal, aceptó y dio luz verde al proyecto del concierto. Eruviel Ávila Villegas, gobernador del Estado de México, acudió a clausurar los preparativos en el recinto de la "Feria de Texcoco", alegando "la densidad de peligro si se realizara tal evento, así como "la sobre venta de boletos en comparación con la capacidad total del inmueble".
El gobernador mexiquense fue criticado por la opinión pública, que dejó entrever el "temor" histórico del partido tricolor (del que el funcionario emanara) a los eventos juveniles, comparándolo con lo ocurrido en Avándaro, 43 años atrás, así como el proteccionismo estatal a las compañías privadas, en especial a monopolios como Ticketmaster, quienes no podrían operar tal evento que dejaría importantes sumas económicas a los realizadores, en especial a Super Boletos (pequeña empresa local). El cambio de sede y de patrocinadores, contribuyó a que se fortaleciera tal opinión.
La cancelación del Hell and Heaven 2014, provocó furia y estupor entre los que serían asistentes, quienes decidieron hacer una movilización en el municipio mexiquense texcocano, que duró unas cuantas horas.

## Ediciones[8]
Las ediciones de 2010 a 2012 se celebraron en su totalidad en el recinto Calle 2 de Guadalajara, Jalisco, así como por la operadora Súper Boletos. Para el 2013 se movió la sede a la explanada de la Arena VFG, en Jalisco, tras esta edición, se hablaba de mudar la sede para acrecentar el evento, candidateando locaciones como Puebla de Zaragoza, Monterrey, el Estado de México y el Distrito Federal.

### Hell and Heaven 2010
Esta primera edición tuvo lugar en octubre, con las siguientes bandas:
| Jueves 5                                                                                    |
| Domingo 17                                                                                  |
| Therion Brujería Cage Transmetal Anabantha Luzbel Hardware Thell Barrio Psicofonía Anarchus |

### Hell and Heaven 2011
| Noviembre                                                                                            |
| Miércoles 11                                                                                         |
| Megadeth Overkill Fear Factory Brujería Moonspell Kataklysm Destruction Mayan Dark Funeral Tristania |

### Hell and Heaven 2012
Esta edición fue cancelada.

### Hell and Heaven 2013
Por primera vez se ampliaría el festival, realizándose en dos días consecutivos.
| Mayo | |
| Sábado 18 | Domingo 19 |
| Anthrax Epica Suicidal Tendencies Moonspell Transmetal Morbid Angel Cattle Decapitation Sodom Vital Remains Ill Niño Warbringer Día de Los Muertos | Motorhead In Flames Exodus Six Feet Under Haggard Here Comes the Kraken Municipal Waste Girby Clarke Resorte As Blood Runs Black |

### Hell and Heaven 2014
Esta edición presentó diversos problemas para su realización, se había planteado que fuese el 15 y 16 de marzo en la Feria del Caballo de Texcoco, Estado de México, al final se realizó el 25 de octubre en la curva 4 del Autodrómo Hermanos Rodríguez de la Ciudad de México.
Aquí se muestra el "Line Up" de lo que sería la presentación original: